# Polittico dei Gesuati
Il Polittico dei Gesuati è una pala d'altare dipinta a tempera e oro punzonato su tavola di pioppo da Sano di Pietro nel 1444. I due ordini superiori sono conservati alla PInacoteca Nazionale di Siena e la predella a Parigi nel museo del Louvre.  

## Storia
Fu realizzata su commissione della Compagnia della Vergine per la chiesa di San Girolamo nel monastero dei Gesuati a Siena.  La parte maggiore venne destinata alla Pinacoteca Nazionale di Siena, invece i sei pannelli della predella che raffigurano alcuni episodi della vita di San Girolamo vennero ceduti al marchese Rinuccini poi acquistati nel 1852 da Giampietro Campana e in seguito alla bancarotta di quest'ultimo nel 1861 vennero acquisiti dal Museo del Louvre.

## Descrizione e stile
Il dipinto firmato e datato rappresenta la prima opera documentata del pittore. Per quanto sia ancora percepibile l'influenza del Sassetta sono nella resa della luce sulle figure è avvertibil un'attenzione alla pittura fiorentina. Una certa continuità con i lavori del Maestro dell'Osservanza pongono quest'opera al centro delle discussioni che valutano l'identificabilità dell'attività giovanile di Sano di Pietro con quella dello sconosciuto maestro.
Il pannello centrale raffigura la Madonna col Bambino in trono, assistita da sei angeli.  Ai suoi piedi è inginocchiato in devozione il beato Giovanni Colombini fondatore dell'ordine dei Gesuati. La figura del beato continua  originalmente nello scomparto a sinistra. Affiancano il pannello della Madonna quattro tavole di santi a figura intera: Domenico, Girolamo, Agostino d'Ippona e Francesco d'Assisi. A chiudere i bordi di questo registro sono poste in colonna più piccole figure di santi: a sinistra Maria Maddalena, Antonio abate e Pietro; a destra Caterina d'Alessandria, Efrem il Siro e Giacomo il Maggiore. 

Sul registro superiore nel pannello centrale è un Cristo pantocratore in trono, lo circondano due coppie di serafini dalle ali multicolori. I due pannelli laterali più vicini raffigurano Maria e l'angelo annunciante e i due più esterni i santi Cosma e Damiano. 

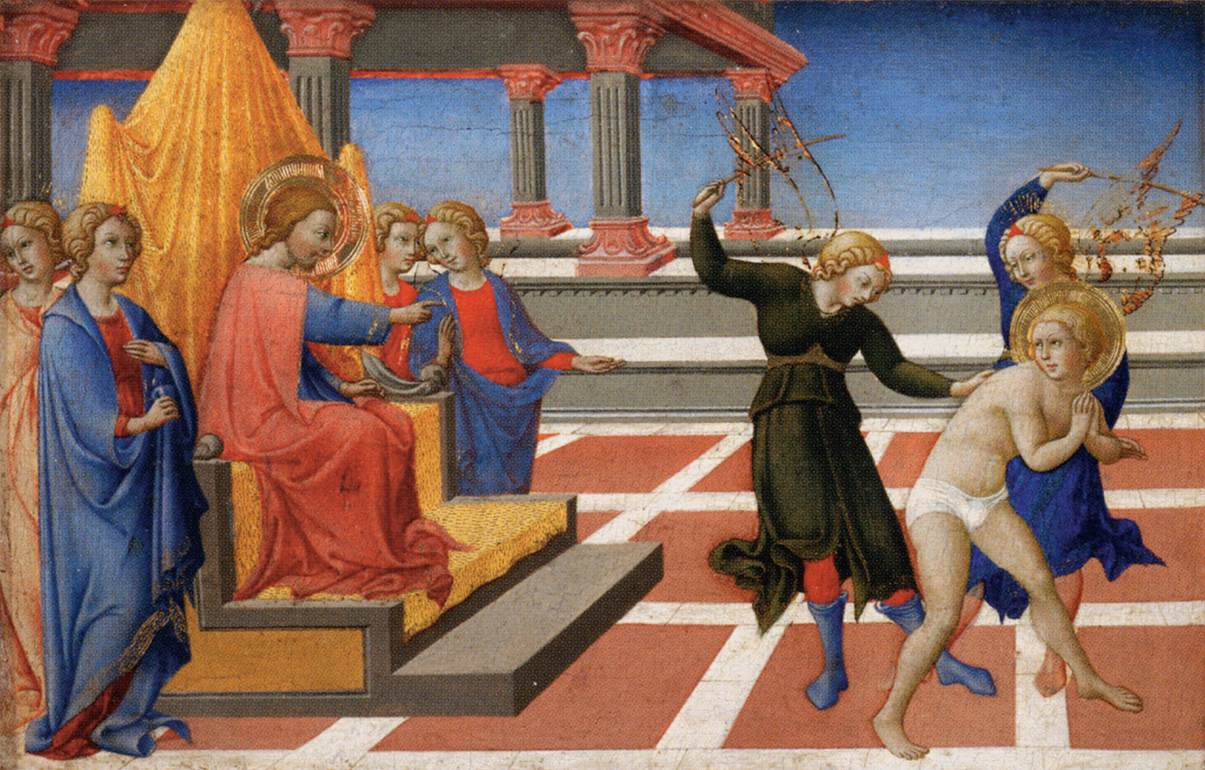
Girolamo percosso dagli angeli
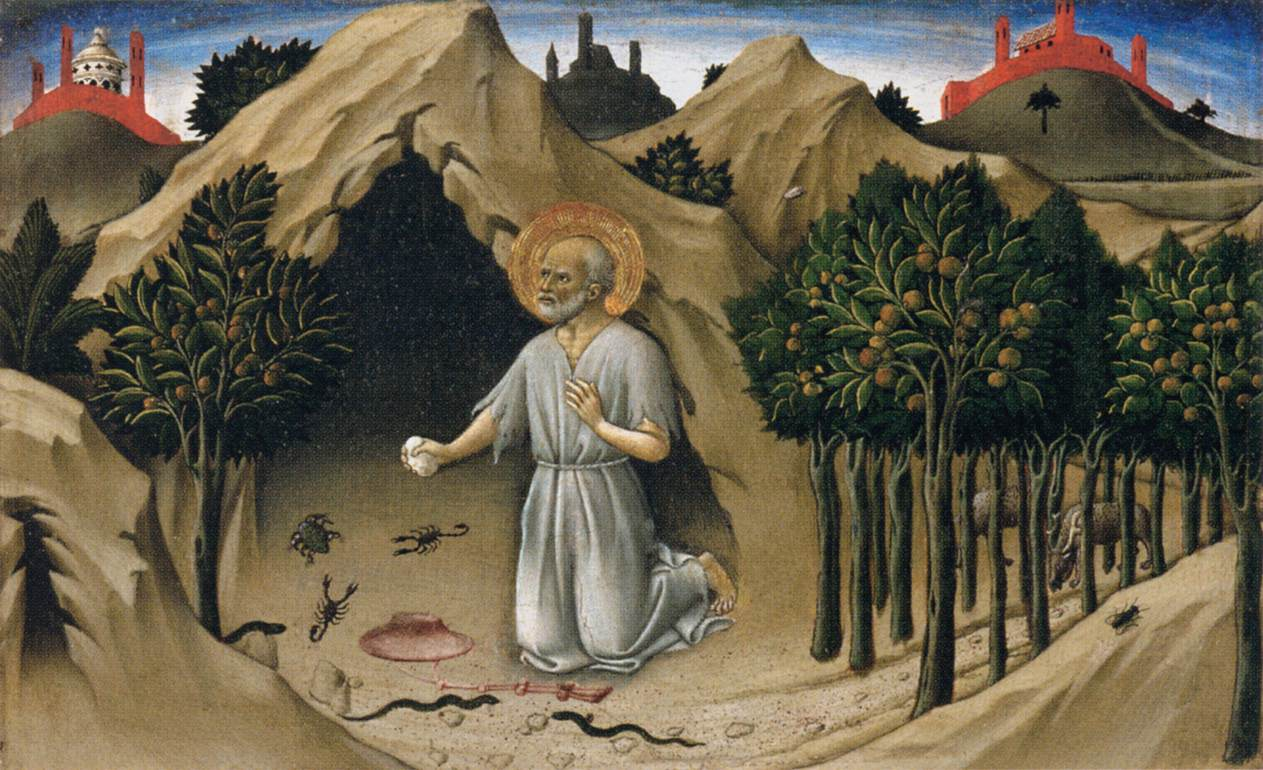
Girolamo nel deserto
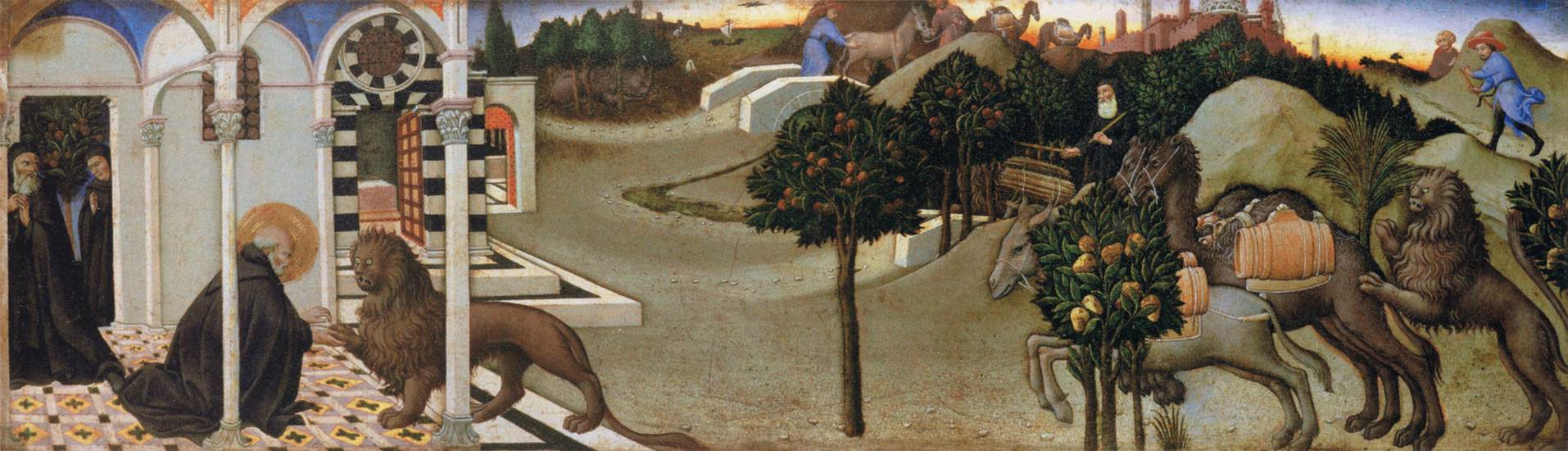
Girolamo e il leone
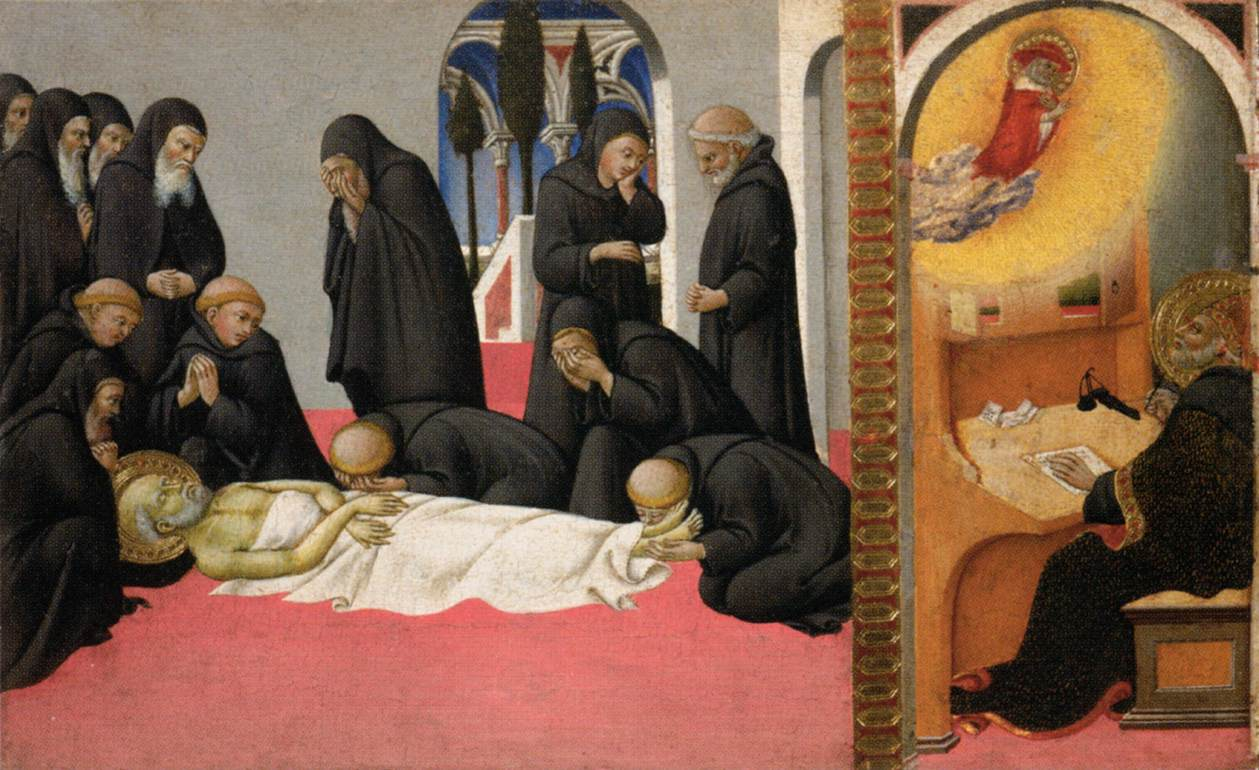
Morte di Girolamo e apparizione a Cirillo di Gerusalemme
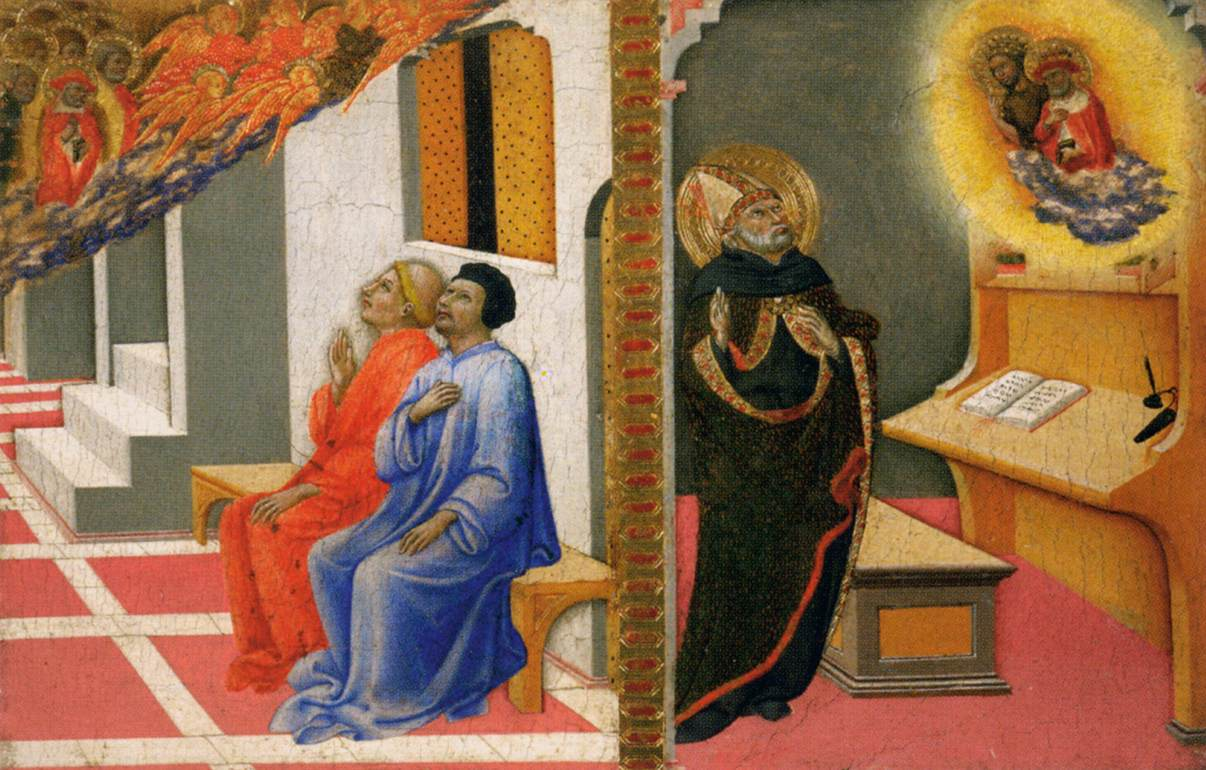
Apparizioni di Girolamo a Sulpicio Severo e Agostino d'Ippona

Le scene della predella mostrano il alcuni episodi della vita di san Girolamo. La prima mostra il cosiddetto "sogno ciceroniano" in un ambiente classicheggiante: Gerolamo ancora giovane viene accusato da Cristo della lettura di opere profane e quindi fustigato da due angeli. La seconda tavola è dedicata alla penitenza in un deserto popolato di serpenti e scorpioni con il santo che afferra una pietra per percuotersi. La tavola centrale presenta contemporaneamente più momenti della vicenda del leone: Girolamo estrae la spina dalla zampa della belva, due ladri che rubano l'asino del convento, e il leone che riconduce al cenobio il somaro assieme a due cammelli. Le ultime due tavole bipartite presentano in una partizione più ampia la morte di Girolamo attorniato dai confratelli di Betlemme che lo compiangono; nella partizione minore l'apparizione di Girolamo a Cirillo di Gerusalemme. Seguono nell'ultima tavola altre due scene simili: Gerolamo che circondato da santi e angeli appare a Sulpicio Severo e un compagno; Gerolamo assieme a Giovanni Battista appre ad Agostino di Ippona.